# Жак, Вениамин Константинович
Вениамин Константинович Жак (18 [31] января 1905, Петровск-Порт — 30 марта 1982, Ростов-на-Дону) — русский советский поэт и переводчик.

## Биография
Родился в зажиточной еврейской семье. С 1918 года жил в Ростове-на-Дону. Печатался с 1923 года, в 1926 г. выпустил первую книгу стихов. Известен, прежде всего, стихами для детей, хотя писал и «серьёзную» лирику. Автор пятидесяти книг и сборников переводов, в том числе «Про всех сразу», «Мудрецы», «Кто склевал звезды», «Разные разности» (1981), «Когда начинается утро» (1984).
Помимо стихов оставил статьи о творчестве писателей-современников, воспоминания о Маяковском, Н. Островском, Серафимовиче и других

## Семья
- Жена — Мария Семёновна Браиловская (1901—1995), сотрудница Областной научной библиотеки им. К. Маркса. 
  - Сын — Сергей Вениаминович Жак (1930—2012), доктор технических наук, профессор механико-математического факультета Южного федерального университета.
- Брат — Мейер Константинович Жак (1901—1942), учёный-ветеринар.
- Брат — Давид Константинович Жак (1903—1973), главный инженер Союзмашучёта, статистик, автор монографий «Механизация учёта заработной платы на машиностроительном предприятии» (1949), «Опыт механизации учёта в колхозах и МЦ» (1950), «Информационные материалы по механизации учёта в статистическом управлении» (1952), «Механизированная разработка материалов переписей населения СССР» (1958), «Техника работы областной библиотеки: инструкция и методические указания» (1970), «Пособия по учёту и статистике» (1934 и 1936), множества печатных трудов. Был женат на Е. Ф. Светловой, дочери эсера и публициста Ф. Ю. Светлова; отчим Н. Д. Солженицыной.
- Сестра — Дора Константиновна Жак (1911—2002), библиограф и библиотековед , кандидат педагогических наук (1951), автор практических пособий «Каталоги районной и городской библиотеки» (1957), «Система каталогов областной библиотеки» (1961), «Организация фондов и каталогов районной библиотеки» (1967), указателя книг и статей «Централизация библиотечной сети» (1983).

## Память

Памятная доска в Ростове-на-Дону

- В Ростове-на-Дону на доме по улице Чехова 42, где жил поэт, установлена мемориальная доска.